# Landskron (Villach)

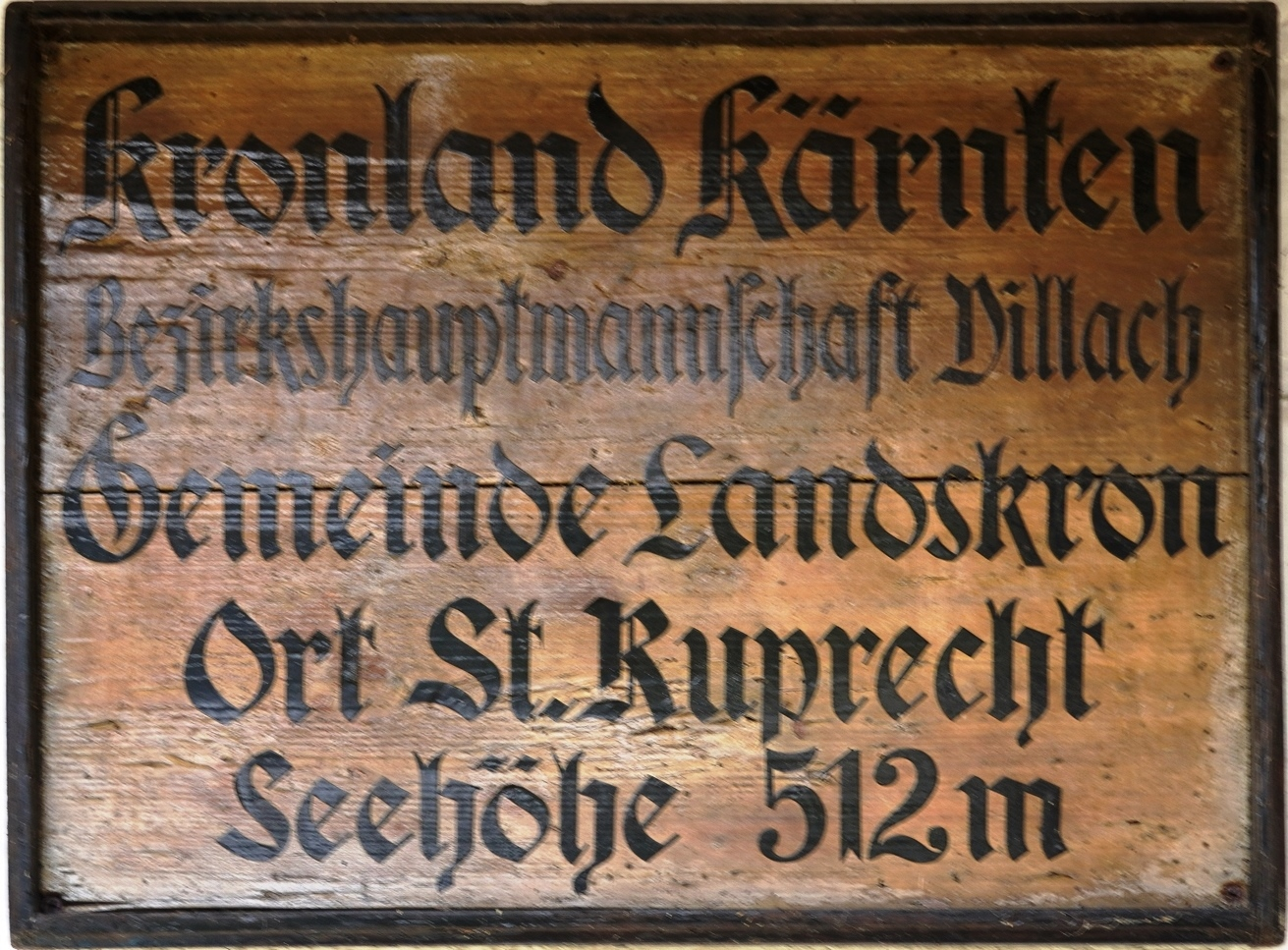

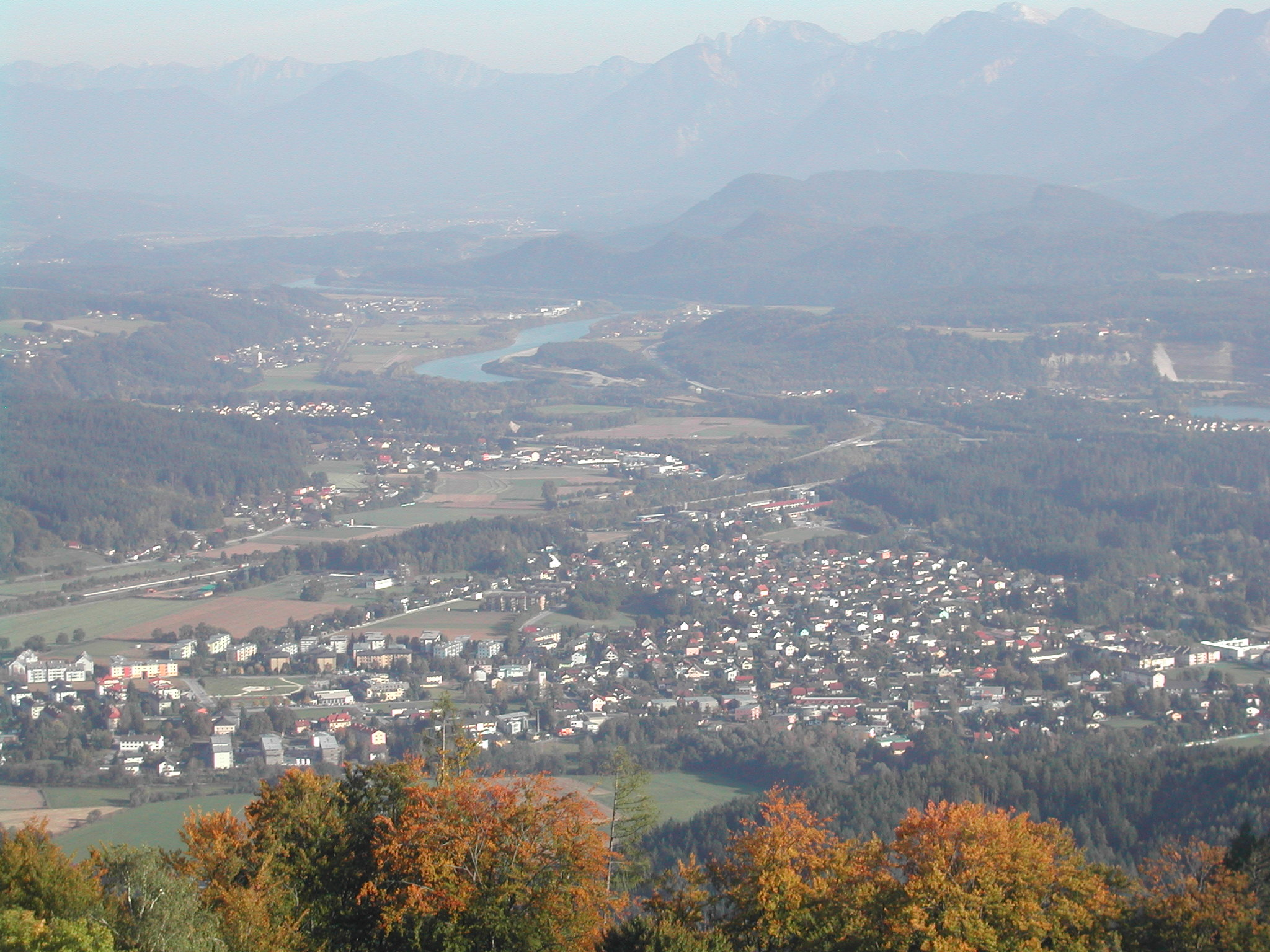
Blick auf Landskron vom Oswaldiberg

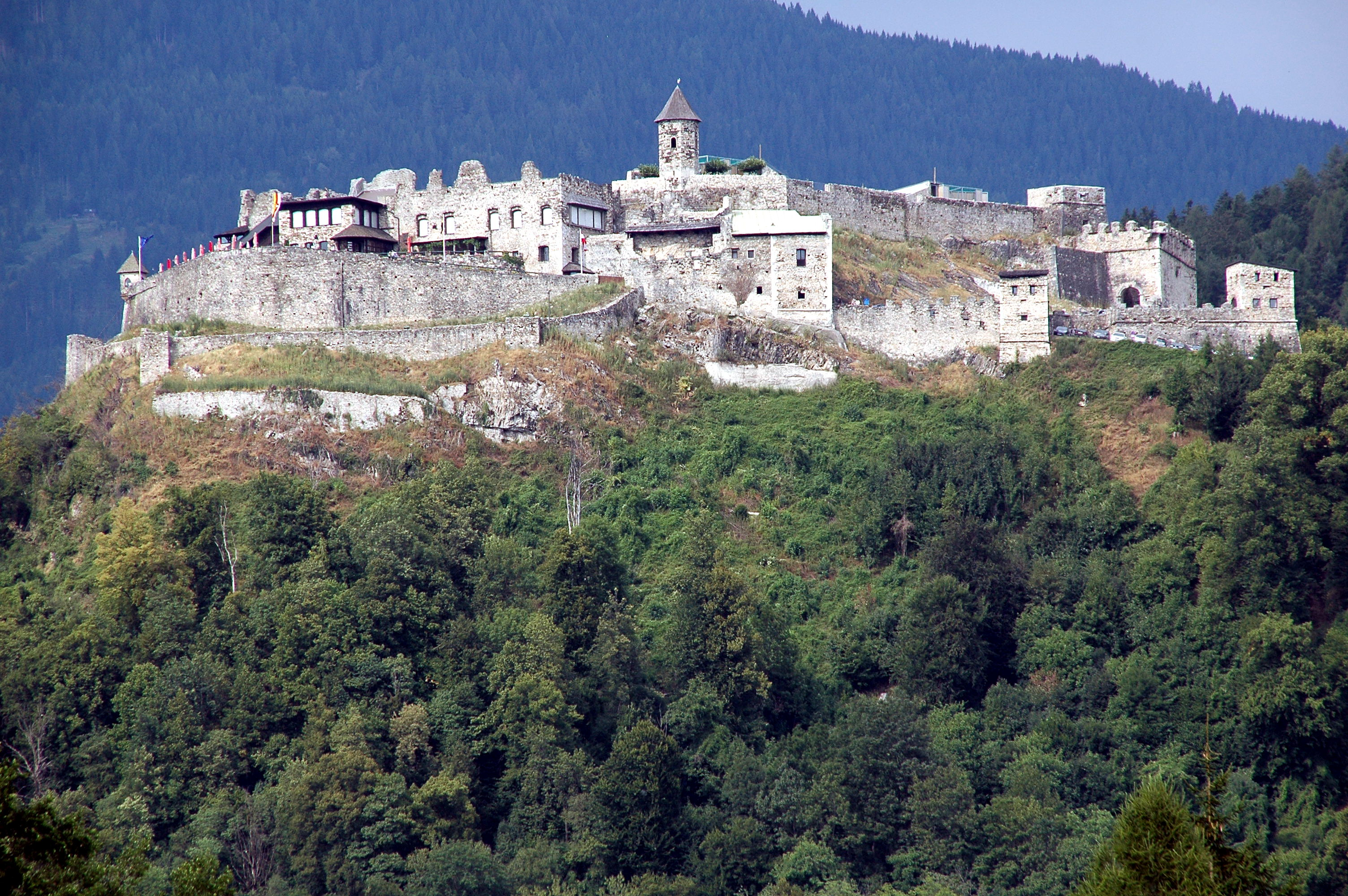
Burg Landskron

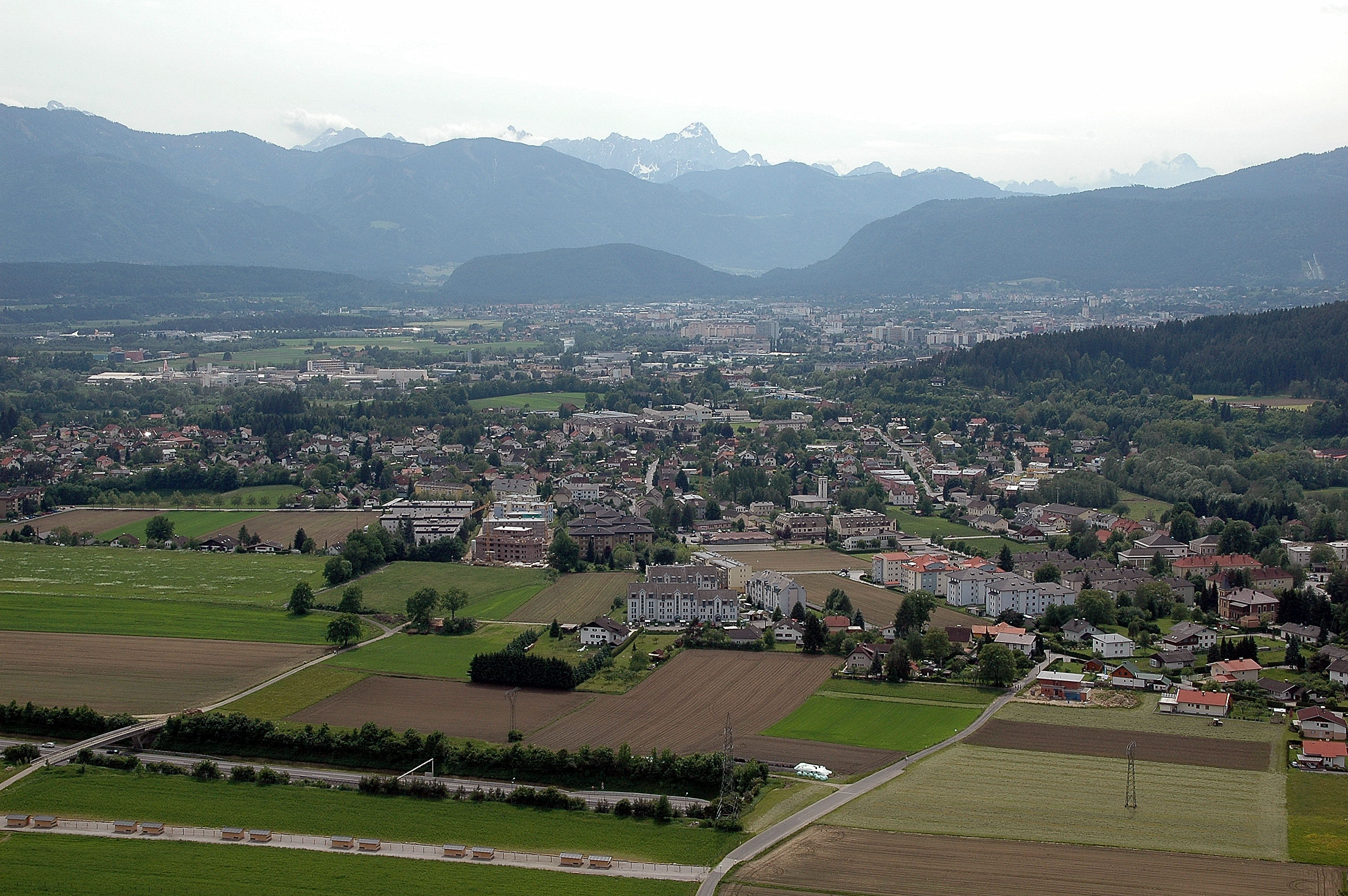
Blick von der Burg Landskron auf den gleichnamigen Ort

Landskron ist ein Ortsteil der Statutarstadt Villach in Kärnten, in Österreich. Bekannt ist der Ort durch die Burg Landskron (Namensgebung „die Krone des Landes“), die oberhalb des Ortes auf einem Ausläufer der Ossiacher Tauern steht.

## Geschichte
Zum 1. Januar 2022 hatte die Ortschaft Landskron im engeren Sinn (Ortskern) 4.701 Einwohner. Im Jahr 2013 lebten am Gebiet der gesamten ehemaligen Gemeinde (des seit 1973 zur Stadt Villach gehörenden Stadtteils) Landskron verteilt auf die unter dem Kapitel „Geographie“ aufgezählten Orte jedoch 13.658 Einwohner. Zählt man die Einwohner sämtlicher Orte, die ehemals zur Gemeinde Landskron gehört haben (inkl. St. Leonhard), auf Basis der Einwohnerzahl zum Stichtag 1. Januar 2022 zusammen, so leben zwischenzeitlich 14.671 Menschen am Gebiet des heutigen Villacher Stadtteils Landskron.Villach#Bevölkerungszusammensetzung
Landskron gehört zwar zu Villach, besitzt aber einen eigenen Ortskern, da Landskron viele Jahre eine eigenständige Gemeinde war. Am 1. Jänner 1973 wurde die Gemeinde Landskron im Zuge einer Gemeindereform in die Statutarstadt Villach integriert. An der namensgebenden Burg Landskron befinden sich die Adlerarena und der Affenberg.

## Geographie
Landskron liegt nordöstlich der Stadt Villach und erstreckt sich entlang der Südwestbucht des Ossiacher Sees. Landskron teilt man in folgende Bereiche ein:
- Landskron: Der Ortsteil Landskron liegt zwischen Ossiacher See und Drau in der Nähe der Tauern Autobahn. Im Ortskern befinden sich einige Geschäfte, eine Volks- und Hauptschule, eine Polizeidienststelle und eine Poststelle.
- Neulandskron ist eine Vorstadtsiedlung zwischen Kumitzberg und B83.
- Gratschach ist ein langgestreckter Ort an der Straße zwischen Zauchen und Ossiacher See. Der Ort hat ein kleines, ländlich geprägtes Aussehen.
- Kumitz ist ein kleines Dorf am Fuße des Kumitzberges mit ländlichem Charakter.
- Urlaken ist ein kleines Dorf und ist westlich vom Treffner-u.Seebach und am sogenannten Fernbach-der 500 Meter nördlich der Ortschaft entspringt- gelegen. Im Ort befindet sich der Trinkwasserspeicher der Stadt Villach.
- Seebach ist ein Industrievorort von Villach und liegt zwischen Drau und Neulandskron. In Seebach befinden sich das Industriegelände der Firmen Rappold Winterthur Technology GmbH. Schleiftechnik und 3M Precision Grinding, als Dachorganisation. Das Agrar|Lagerhaus mit einem Lagerhaus und der Warenhandelsgesellschaft mbH wurde 2020 modernisiert und die Verkaufsflächen erweitert. Es gibt auch eine Kaserne, die Rohrkaserne, und einen kleinen Bahnhof.
- Der Seebach, der Abfluss des Ossiacher Sees, fließt hier in die Drau. Der eigentliche, alte Kern Seebachs liegt in einem Graben bei der B83.
- St. Ruprecht ist ein etwas größerer Ortsteil im Norden der Stadt am Fuße des Oswaldiberges gelegen. Im Ortszentrum befinden sich zwei Kirchen und das 2005 eröffnete REM-Museum (Reinhard-Eberhard-Museum). Es gibt eine Haltestelle an der Regionallinie nach Feldkirchen. In St. Ruprecht befand sich die Fabrik eines Marmeladeherstellers (Pomona). Die Hallen werden nun von einem Bau- und Heimwerkermarkt für Lagerzwecke genutzt.
- St.Andrä ist ein Dorf unterhalb der Burg Landskron, direkt am Ossiacher See gelegen. Bei St. Andrä beginnt der Abfluss des Seebaches, welcher in die Drau mündet.
- Zauchen ist ein Ortsteil von Villach und liegt nördlich von St. Magdalen bei der B 83 nach Klagenfurt. Im Ort befinden sich seit 2007 das Villacher Fahrzeugmuseum und zwei Gasthäuser. In Zauchen gibt es ein Gewerbegebiet mit einigen Betrieben sowie einen Eislaufplatz.
- Drautschen ist ein kleines Dorf oberhalb der Drauschleife, einer Schleife der Drau. Das Dorf besteht aus Einfamilienhäusern. In der Nähe befindet sich das Schloss Wernberg.
- St. Michael ist ebenfalls ein kleines, großteils aus Einfamilienhäusern und Bauernhöfen bestehendes Dorf westlich von Zauchen.
- Heiligen Gestade ist nach St. Andrä der nördliche Abschluss sowohl der Stadt Villach als auch des Stadtteils Landskron und liegt direkt am Ossiacher See. Hier befindet sich auch der Robinson Club, ein großer Hotelkomplex.
- Landskron hat ein modernes Sportzentrum, das am 1. Oktober 2016 eröffnet wurde.
- In Landskron mündet der Treffner Bach in den Seebach, der in die Drau mündet.

## Kultur und Sehenswürdigkeiten

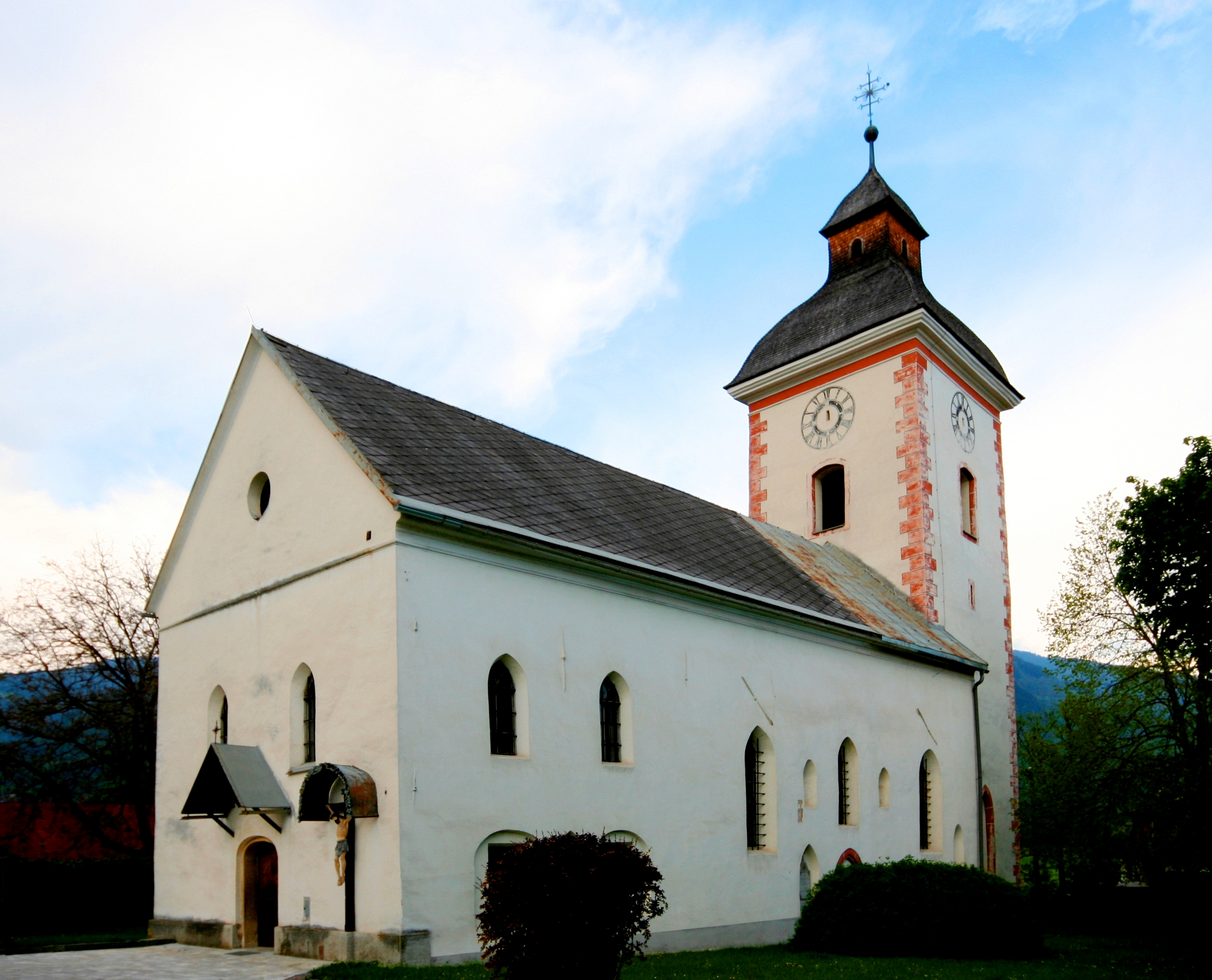
Pfarrkirche Maria Landskron

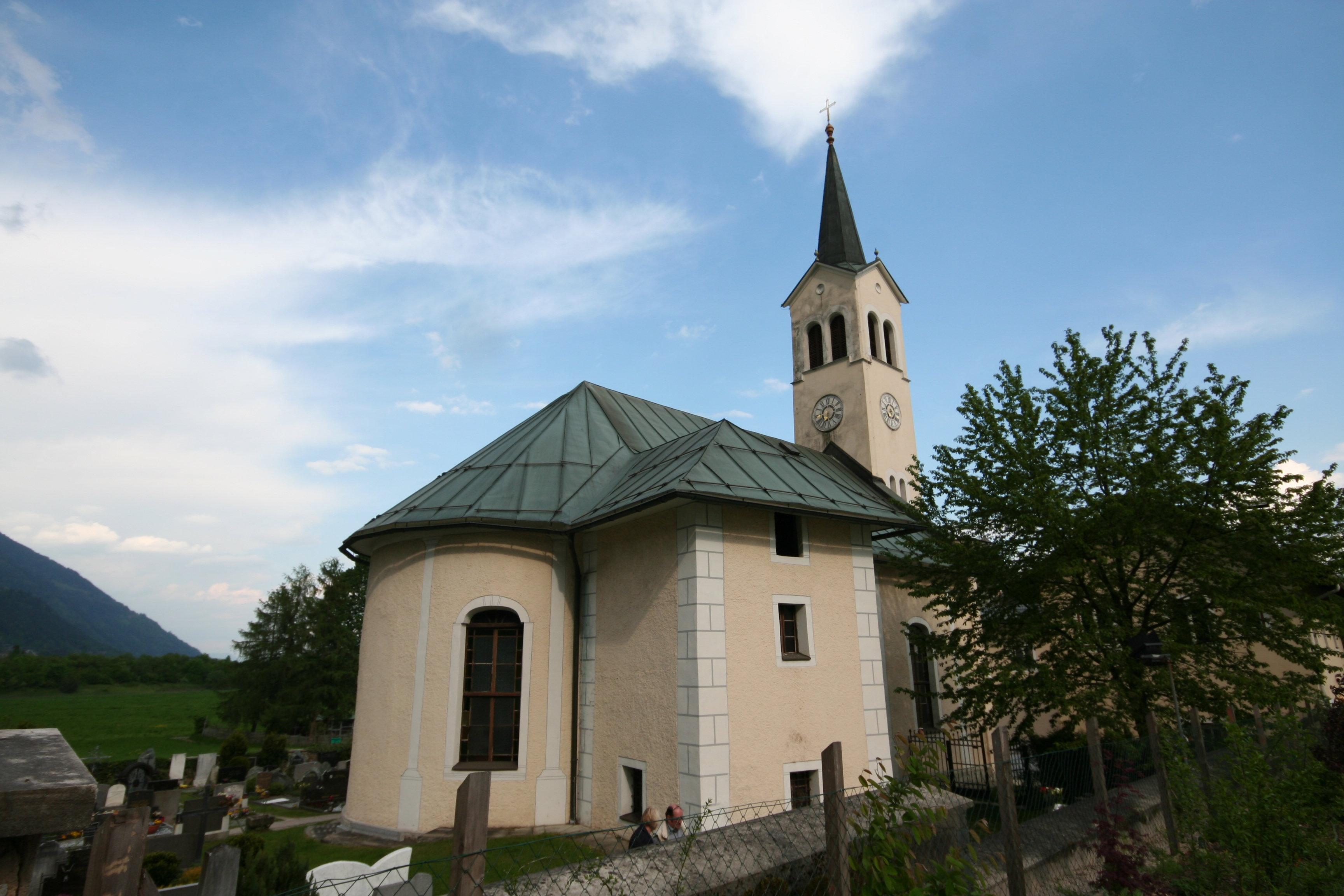
Evangelische Kirche St. Ruprecht

- Die katholische Pfarrkirche Maria Landskron ist ein Bauwerk der Moderne.
- Die katholische Kirche St. Ruprecht am Moos im Ortsteil St. Ruprecht wurde bereits 1195 urkundlich erwähnt. Die Kirche war über Jahrhunderte Mittelpunkt des religiösen Lebens der Bevölkerung des Nordens der Stadt Villach. Heute ist sie eine Filialkirche. Die dem hl. Ruprecht geweihte Kirche ist 27 m lang und 7 m breit. Die Kirche besitzt zahlreiche Altäre.
- Die evangelische Kirche in St. Ruprecht wurde 1525 infolge der Reformation gegründet und steht nur wenige Meter entfernt zur katholischen Kirche.

## Persönlichkeiten
- Hans Antonitsch (1897–im 20. Jahrhundert), Buchhalter und Politiker, Ehrenbürger von Landskron
- Gisela Tschofenig (1917–1945), antifaschistische Widerstandskämpferin